# Người Sentinel
Người Sentinel (còn gọi là Sentineli, Sentenel, người đảo Bắc Sentinel) là tên do các học giả đặt  cho một dân tộc bản địa cô lập sinh sống ở đảo Bắc Sentinel, thuộc quần đảo Andaman trong vịnh Bengal.

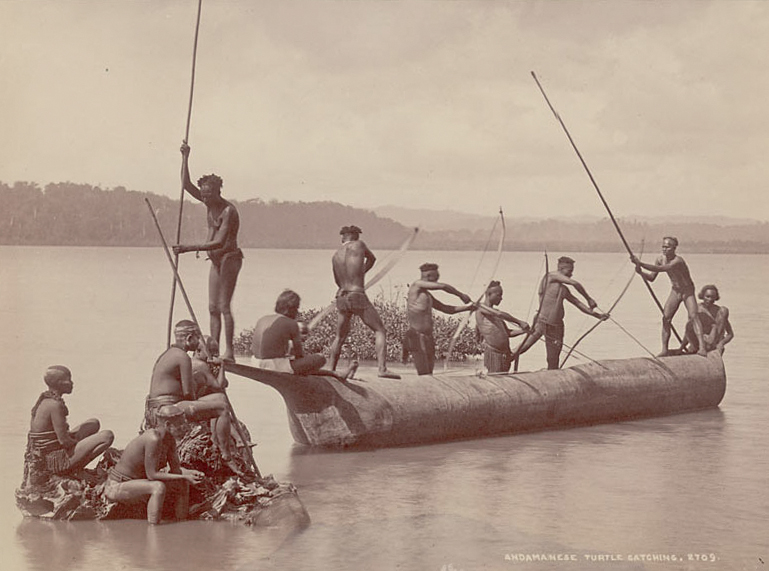
Người Sentinel năm 1903

## Đặc trưng
Người Sentinel và các cư dân bản địa Andaman khác thường được mô tả như là người Negrito, một thuật ngữ đã được áp dụng cho nhiều dân tộc biệt lập phân bố rộng rãi trong khu vực Đông Nam Á, chẳng hạn như người Semang của bán đảo Malay, Aeta của quần đảo Philippines, cũng như các dân tộc khác ở Úc bao gồm các quần thể người Tasmania cũ (đã tuyệt diệt). Các đặc tính xác định những "người Negrito" (những người này không phải là một nhóm đơn ngành) bao gồm một tầm vóc tương đối nhỏ, da đen và tóc xoăn kiểu châu Phi.
Người Sentinel được ghi nhận là cộng đồng chống lại mọi nỗ lực liên lạc với bên ngoài, kể cả bằng các hành xử thô bạo và giết người. Họ được cho là đã sống trên Đảo Bắc Sentinel chừng 55.000 năm, duy trì một xã hội săn bắt hái lượm, có nguồn sống nhờ việc săn bắt, câu cá, và thu thập động thực vật hoang dã. Không có bằng chứng về các hoạt động nông nghiệp của họ . Theo tường thuật của những người đã gặp họ, xã hội Sentinelese không sống theo chế độ quần thể mà có từng gia đình riêng. Thứ duy nhất có liên quan đến văn minh nhân loại là những mũi tên bằng sắt, được người Sentinelese chế tác từ những mảnh sắt thép ở vỏ tàu đắm.
Ngôn ngữ của họ, tiếng Sentinel, hiện không được phân loại. Người nói ngôn ngữ này không thể hiểu lẫn nhau với tiếng Jarawa của các láng giềng gần nhất của họ.
Mặc dù không thiết lập được các tiếp xúc gần nhưng tác giả Heinrich Harrer đã mô tả được một người đàn ông Sentinel cao tầm 1,6 m và dường như thuận tay trái.

## Tình trạng hiện tại
Đảo Bắc Sentinel là hợp phần của một vùng lãnh thổ Liên bang của Cộng hòa Ấn Độ là Quần đảo Andaman và Nicobar. Tuy nhiên trong thực tế người Sentinel thực hiện quyền tự chủ hoàn toàn, sự tham gia của các cơ quan chức năng Ấn Độ bị hạn chế, thậm chí cả chuyến thăm ngắn gọn. Nói chung là bất kỳ cuộc tiếp cận đảo đều không được hoan nghênh. Những cuộc tiếp xúc đều không mang lại kết quả tốt đẹp.
Người Sentinel là một trong các thành phần được bảo vệ ở Ấn Độ theo điều gọi là "Scheduled Castes and Scheduled Tribes". Tháng 9 năm 1991, Chính phủ Ấn Độ cấm tất cả các loại tàu thuyền vào đảo vừa để tránh xung đột vừa ngăn chặn bệnh tật lây lan vì rất có thể người Sentinel không có sức đề kháng trước những loại vi khuẩn, virus. Thay vào đó, chính phủ cung cấp cho họ những vật dụng thiết yếu trong cuộc sống để họ dần tiếp cận với nền văn minh, chẳng hạn như hạt giống, con giống, dụng cụ chăn nuôi, nông nghiệp.

## Những vụ tấn công được ghi nhận
Năm 1867, một tàu buôn Ấn Độ là Nineveh với 106 hành khách cùng thủy thủ đoàn 72 người bị sóng đánh vỡ một bên mạn thuyền trong một trận bão. Lúc nhìn thấy đảo Sentinel, thuyền trưởng đã ra lệnh ghé vào để tìm vật liệu sửa chữa. Trong số 36 sĩ quan, thủy thủ lên bờ chặt cây sửa thuyền, chỉ 8 người chạy thoát được về tàu. Hệ quả là suốt nhiều năm sau đó, các tàu buôn đều né tránh vùng biển này.
Năm 1880, một đoàn thám hiểm người Anh với 20 thành viên vũ trang bằng súng trường, do Vidal Maurice lãnh đạo đã tìm cách tiếp cận bộ lạc bí ẩn trên đảo. Dẫn đường cho họ là một thổ dân người Andaman nhưng người này cũng chỉ mới đến Sentinel lần đầu.
Năm 1896, một nhóm tù nhân Ấn Độ vượt ngục lúc chiếc bè của họ mắc cạn ở rạn san hô Sentinel rồi sau đó 1 tuần, khi một tàu buôn Anh Quốc đi qua, các thủy thủ bằng ống nhòm đã nhìn thấy những xác chết nằm phơi mình trên bãi biển với cổ bị cắt đứt còn thân thể cắm đầy những mũi tên.
Từ đó cho đến thập niên 1960, không còn ai dám lên đảo. Mãi đến tháng 3 năm 1970, nhà nhân chủng học Ấn Độ Triloknath Pandit cố gắng tìm cách liên lạc với thổ dân trên đảo nhưng lúc tàu của ông chỉ vừa mới tiến vào rạn san hô thì từ trong rừng, hàng chục thổ dân trần truồng xuất hiện, tay cầm cung, miệng hò hét với thái độ thù địch.
Năm 1974, một nhóm quay phim đến đảo Sentinel để thực hiện bộ phim tài liệu về tộc người Sentinel cho kênh truyền hình Hội Địa lý Quốc gia (Hoa Kỳ). Và khi họ bắt đầu tiếp cận với thổ dân ở rạn san hô thì họ bị tấn công bằng cung tên. Vội vàng rút ra xa, nhóm quay phim thả xuống biển các món quà tặng gồm búp bê, xe hơi đồ chơi bằng nhựa, xoong nồi để nấu nướng cùng một con lợn. Những thước phim quay được cho thấy thổ dân Sentinel đưa tất cả vào bờ rồi đào hố chôn hết. Sau đó, thổ dân nhặt những hòn đá ném như mưa về phía nhóm quay phim khiến họ phải rút lui.
Năm 1981, sau một trận bão, tàu chở hàng MV Primsose bị mắc cạn trên rạn san hô đảo. Chỉ vài giờ sau, thổ dân Sentinel làm những chiếc bè từ những thân cây để tấn công họ. Do không được vũ trang nên thuyền trưởng tàu MV Primsose lập tức gửi đi một điện tín cấp cứu. Tuy nhiên, do ảnh hưởng của trận bão nên tất cả mọi phương tiện tiếp ứng đều không thể đến được. Mãi đến chiều ngày thứ 4, khi cơn bão đã ngớt, trực thăng của Công ty Dầu khí Ấn Độ mới cứu hết tất cả mọi người trên tàu.
Ngày 4 tháng 1 năm 1991, một lần nữa nhà nhân chủng học Ấn Độ Triloknath Pandit lại tìm cách tiếp cận với tộc người Sentinel.Ông cùng các cộng sự đặt chân lên đảo. Lần này, người Sentinel đứng ở xa nhìn họ mà không hề có phản ứng. Đây là một tín hiệu hòa bình nhưng tất cả chỉ dừng lại ở đó và không hề có một cuộc tiếp xúc nào. Cùng trong năm, một đội cứu hộ vào đảo Sentinel để trục vớt phần còn lại của tàu MV Primrose nhưng khác với nhóm của Triloknath Pandit, họ bị một cơn mưa mũi tên tấn công khiến tàu cảnh sát hộ tống phải ra tay can thiệp bằng cách bắn dọa.
Năm 2004, một nhà truyền giáo người Hoa Kỳ cũng đã bị thổ dân giết chết khi tìm cách tiếp xúc với thổ dân để giảng đạo.
Năm 2006, hai ngư dân lén lút đến câu cá dọc theo rạn san hô đã bị người Sentinel tấn công rồi giết chết.
Tháng 11 năm 2018, nhà truyền giáo người Mỹ John Allen Chau 27 tuổi, khi ông xâm nhập bất hợp pháp vào đảo Bắc Sentinel đã bị tấn công và giết chết .